# Kiseličasti dvornik
Kiseličasti dvornik (uzlati dvornik, veliki lisac, lat. Persicaria lapathifolia, sin. Polygonum lapathifolium), jednogodišnji širokolisni korov iz porodice dvornikovki, nekada uključivan u rod dvornika (Polygonum). Ima bijele ili crvenkaste cvjetove skupljene u valjkaste grozdiće.
Kiseličasti dvornik raste i na podrčju Hrvatske, a raširen je po cijeloj Europi i djelovima Azije, a uvezen je i u neke države Amerike i Afrike. Postoji nekoliko podvrsta.

## Podvrste
1. Persicaria lapathifolia subsp. brittingeri (Opiz) Sojak
2. Persicaria lapathifolia subsp. glandulosa (R. Br.) Sojak
3. Persicaria lapathifolia subsp. lapathifolia
4. Persicaria lapathifolia subsp. leptoclada (Danser) R. Wisskirchen
5. Persicaria lapathifolia subsp. linicola (Sutulov) N. N. Tzvelev
6. Persicaria lapathifolia var. lanigera (R.Br.) Chantar. & Tubtimtong
7. Persicaria lapathifolia var. salicifolium (Sibthorp) comb. ined.